# Deutschlandrundfahrt 1930
| Endstand nach der 10. Etappe | Endstand nach der 10. Etappe | Endstand nach der 10. Etappe |
| ---------------------------- | ---------------------------- | ---------------------------- |
| Sieger                       | Hermann Buse                 | 82:52:09 h (30,801 km/h)     |
| Zweiter                      | Kurt Stöpel                  | + 1:33 min                   |
| Dritter                      | Oskar Tietz                  | + 4:48 min                   |
| Vierter                      | Oskar Thierbach              | + 7:20 min                   |
| Fünfter                      | Felix Manthey                | + 13:25 min                  |
| Sechster                     | Alfred Siegel                | + 15:39 min                  |
| Siebter                      | Josef Remold                 |                              |
| Achter                       | Erich Ussat                  |                              |
| Neunter                      | Max Bulla                    |                              |
| Zehnter                      | Karl Koch                    |                              |

Die Deutschlandrundfahrt, eine Vorläuferin der heutigen Deutschland Tour, war ein Radsport-Etappenrennen und wurde vom 4. bis 21. Mai 1930 ausgetragen. Sie führte von Berlin über 2.513 Kilometer zurück nach Berlin. Bei zehn Etappen gab es zwölf Ruhetage.
Es gingen 64 Fahrer aus fünf Teams an den Start. Das Ziel erreichten 51 Starter, davon 49 Deutsche und zwei Österreicher, wobei der Sieger die Distanz mit einem Stundenmittel von 30,801 km/h zurücklegte.
Dank des Organisators Hermann Schwartz, Werbechef von Opel, fanden sich fünf Firmen, die in die Rundfahrt investierten und mit ihren Mannschaften (MIFA, Brennabor, Opel, Dürkopp, Diamant) so die Durchführung ermöglichten.
Es gab die Fahrerklassen I (Elitefahrer) und II (Materialfahrer). Diese Gruppen konnten während der Rundfahrt beliebig umgruppiert werden, je nach der erbrachten Leistung. Von der Eingruppierung hingen die Spesen und Prämien ab.
Zudem durften die Rennfahrer während der Etappe ihre Maschine nicht wechseln, konnten aber zur nächsten Etappe mit einem neuen Fahrrad wieder antreten, allerdings mit der in der ersten Etappe benutzten Bereifung. Schied ein Fahrer in den ersten 100 Kilometern einer Etappe durch Maschinenschaden (Rahmenbruch, Felgenbruch, Gabelbruch) aus, so erlitt er einen Zeitverlust von 90 Minuten. Schied er nach mehr als 100 Kilometern aus, wurde sein Zeitkonto mit 60 Minuten belastet. Der Belastung lag die Zeit des Etappensiegers zugrunde. Von dieser Regelung profitierten viele Fahrer. Vor allem auf Schlechtwetteretappen, wie der dritten und vierten, auf denen die Fahrer zudem mit katastrophalen Straßenverhältnissen zu kämpfen hatten, mussten auch Favoriten aufgeben, auch weil der Reifenvorrat aufgebraucht war. Sie behielten aber ihre Chance auf eine gute Platzierung in der Gesamtwertung.
Erstmals seit der Einführung der Rundfahrt konnte der Gesamtsieger keinen Etappensieg erringen.

## Etappen
| Etappen    | Tag     | Start – Ziel                  | km   | Etappensieger     | Gesamterster      |
| ---------- | ------- | ----------------------------- | ---- | ----------------- | ----------------- |
| 1. Etappe  | 4. Mai  | Berlin – Glogau               | 220  | August Brandes    | August Brandes    |
| 2. Etappe  | 6. Mai  | Glogau – Dresden              | 245  | Ludwig Geyer      | August Brandes    |
| 3. Etappe  | 8. Mai  | Dresden – Erfurt              | 240  | Herbert Sieronski | Herbert Sieronski |
| 4. Etappe  | 11. Mai | Erfurt – Schweinfurt          | 245  | Alfred Siegel     | Oskar Tietz       |
| 5. Etappe  | 13. Mai | Schweinfurt – München         | 300* | Erich Metze       | Oskar Tietz       |
| 6. Etappe  | 15. Mai | München – Stuttgart           | 235  | Oskar Thierbach   | Oskar Tietz       |
| 7. Etappe  | 18. Mai | Stuttgart – Frankfurt am Main | 215  | **                | Oskar Tietz       |
| 8. Etappe  | 20. Mai | Frankfurt am Main – Bielefeld | 262  | Josef Remold      | Hermann Buse      |
| 9. Etappe  | 22. Mai | Bielefeld – Hamburg           | 266  | Bernhard Stübecke | Hermann Buse      |
| 10. Etappe | 25. Mai | Hamburg – Berlin              | 285  | Rudolf Wolke      | Hermann Buse      |

* Angaben tendieren zwischen 285 und 320 km
** 26 Fahrer wurden aufgrund eines Massensturzes mit der gleichen Zeit gewertet